# S/2003 J 16
S/2003 J 16 è un satellite naturale irregolare del pianeta Giove.

## Scoperta
Il satellite è stato scoperto nel 2003 da un gruppo di astronomi dell'Università delle Hawaii guidato da Brett J. Gladman in 2003.
Poco dopo la scoperta il satellite fu considerato perduto,
fino al settembre 2020, quando fu ritrovato in immagini riprese da Christian Veillet utilizzando il Canada-France-Hawaii Telescope (CFHT).
Tuttavia le osservazioni di riscoperta di S/2003 J 16 non furono riportate dal Minor Planet Center fino al 2020, quando il gruppo guidato da Ashton identificò in modo indipendente il satellite nelle stesse immagini del CFHT già utilizzate da Veillet nel settembre 2010. Il satellite fu identificato anche da Scott Sheppard in osservazioni effettuate tra marzo 2017 e maggio 2018, cumulando un arco osservativo di 5.574 (15 anni) dal momento della scoperta.
Il ritrovamento di S/2003 J 16 fu infine ufficialmente annunciato dal Minor Planet Center il 4 novembre 2020.

## Denominazione
In attesa della promulgazione della denominazione definitiva da parte dell'Unione Astronomica Internazionale, il satellite è tuttora noto mediante la sua designazione provvisoria S/2003 J 16.

## Parametri orbitali
È un satellite caratterizzato da un movimento retrogrado ed appartiene al gruppo di Ananke, composto da satelliti retrogradi ed irregolari che orbitano attorno a Giove ad una distanza compresa fra 19,3 e 22,7 milioni di chilometri, con una inclinazione orbitale pari a circa 150°.
S/2003 J 16 ha un diametro di circa 2 km e orbita con moto retrogrado attorno a Giove in circa 600 giorni, a una distanza media di 20,5 milioni di km (0,137 AU), con un'inclinazione di 151° rispetto all'eclittica (149° rispetto al piano equatoriale del pianeta), con un'eccentricità orbitale di 0,333.